# 森林右衛門
森 林右衛門（林右ヱ門、もり りんえもん、1881年〈明治14年〉12月1日 - 没年不明）は、大正から昭和時代前期の政治家。実業家。愛知県一宮市長。

## 経歴
一宮市出身。先代森林右衛門の長男として生まれ、前名保之助を改め襲名する。愛知県第一中学校卒業。
家業の綿糸織物業を継ぎ、1917年（大正6年）改組し森林商店専務に就任する。ほか、実業家として商工会議所議員、同顧問、森林紡績、新興土地各取締役、東海毛糸紡績監査役を歴任した。
政治家としては、1913年（大正2年）10月、一宮町会議員に当選。同年11月、一宮市会議員に当選。1925年（大正14年）11月、同議長に就任し、1929年（昭和4年）および1933年（昭和8年）の通算3回議長に当選した。
1932年（昭和7年）11月、愛知県会議員に当選し、1934年（昭和9年）5月、一宮市会議員を辞任。同5月3日、一宮市長に就任した。